# Varanus pilbarensis
Varanus pilbarensis este o specie de reptile din genul Varanus, familia Varanidae, descrisă de Storr 1980. Conform Catalogue of Life specia Varanus pilbarensis nu are subspecii cunoscute.